# Нароватово
Нарова́тово (рос. Нароватово, ерз. Народвеле) — село у складі Теньгушевського району Мордовії, Росія. Адміністративний центр Нароватовського сільського поселення.
Населення — 276 осіб (2010; 308 у 2002).
Національний склад (станом на 2002 рік):
- мордва — 86 %